# Kilmeny
Kilmeny er en amerikansk stumfilm fra 1915 af Oscar Apfel.

## Medvirkende
- Lenore Ulric som Doris Calhoun / Kilmeny
- Herbert Standing
- Howard Davies som Barouche
- Gordon Griffith
- Marshall Mackaye